# Sárkány József (jogász)

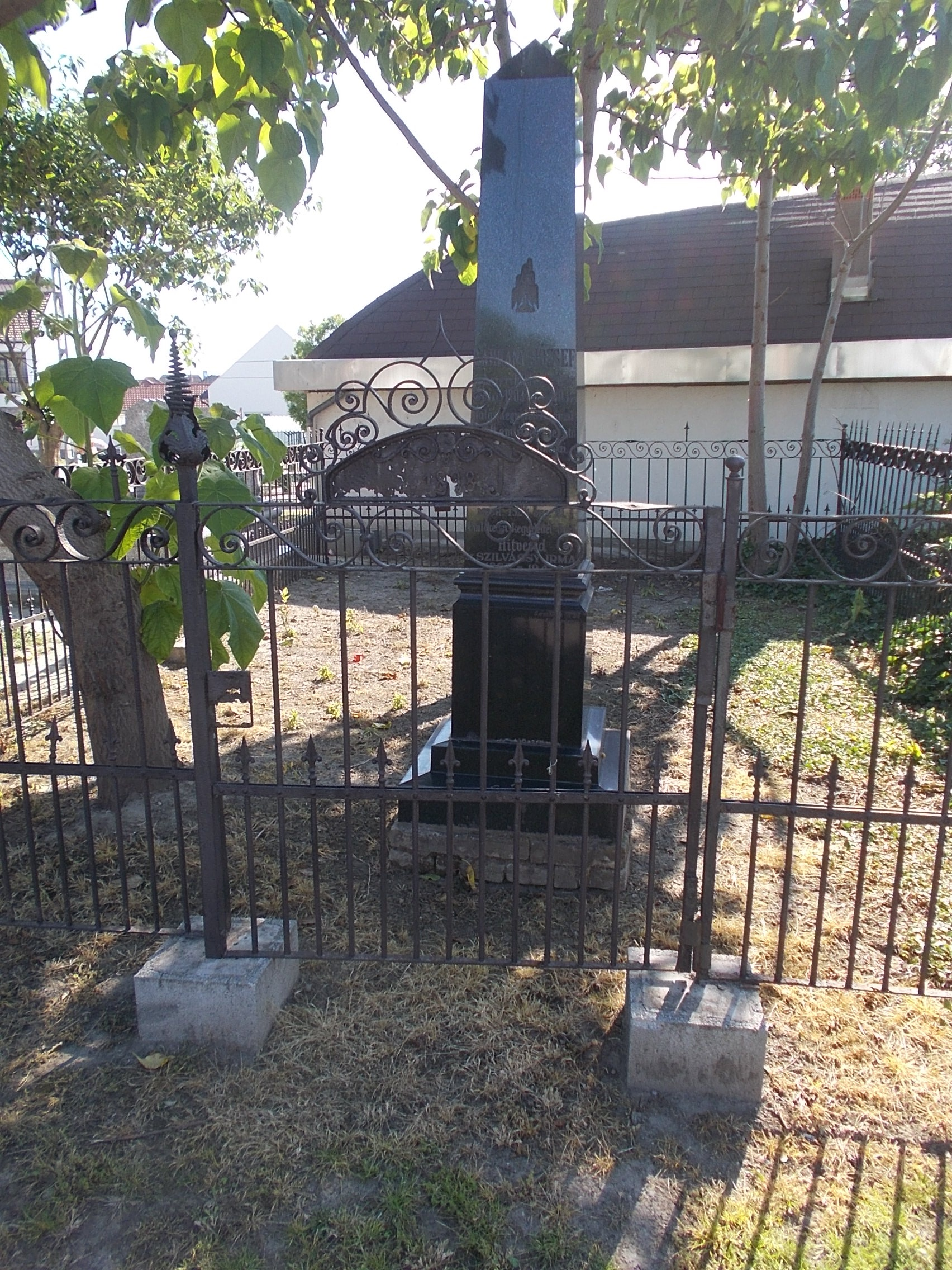
Kiskőrösi Evangélikus Temető illetve Kiskőrösi köztemető - Bács-Kiskun megye, Kiskőrös, Piac tér és Temető utca sarok. Sárkány József (†1903) és Sárkány Kálmán (†1924) sírja

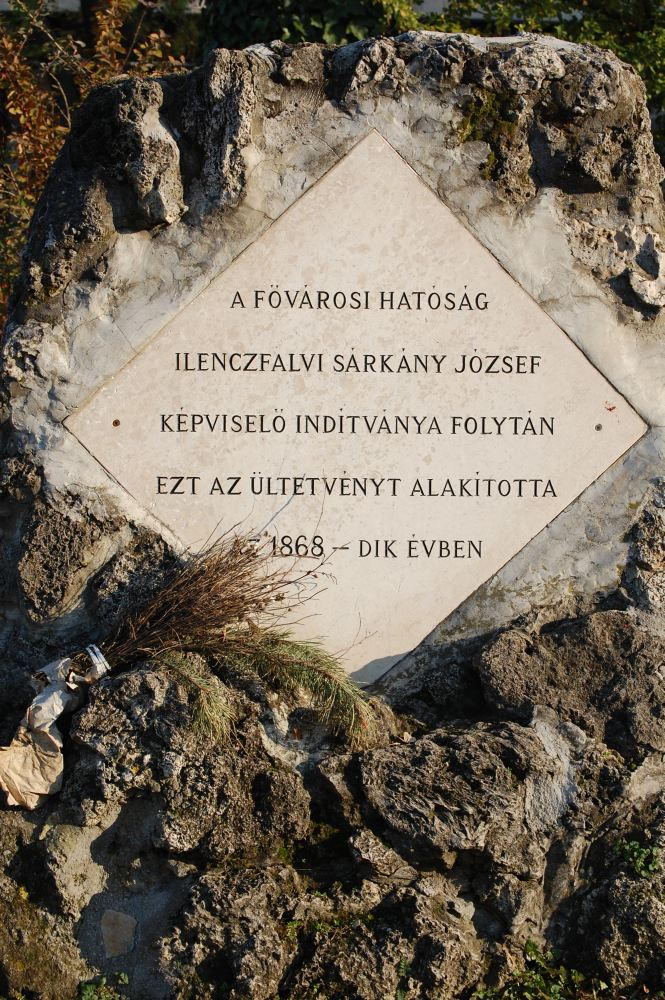
Emléktáblája a Népligetben

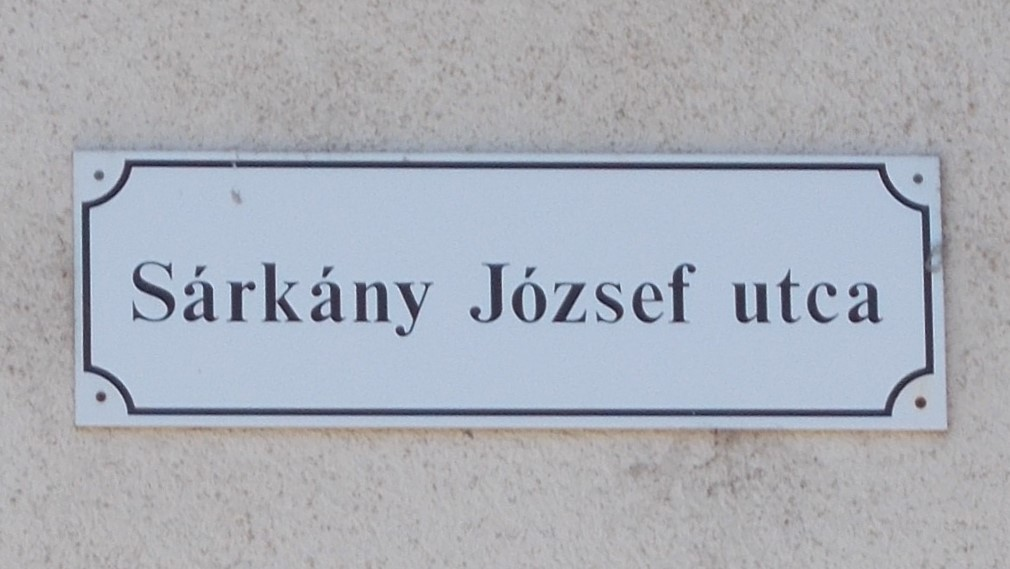
Bács-Kiskun vármegye, Kiskőrös, Sárkány József utca

Ilencfalvi Sárkány József (Dunaegyháza, 1828. február 27. – Budapest, 1903. december 6.) a budapesti királyi ítélőtábla alelnöke, honvéd őrnagy.

## Élete
Sárkány Sámuel és Clementis Apollónia fia. Iskoláit az aszódi gimnáziumban végezte, ahol Petőfi Sándornak volt iskola- és lakótársa. Az ügyvédi oklevél megszerzése (1847) után a közszolgálatot Pest vármegyénél kezdte meg. 1848-ban Pest vármegyei követek kíséretében a pozsonyi országgyűlésre küldték, ahol Kossuth Lajos követi irodájának volt a főnöke. Amikor Kossuth pénzügyminiszter lett, Sárkányt elnöki fogalmazójának nevezte ki, de ez állásában csak rövid ideig maradhatott, mert mint hadkötelezett, honvéd lett és a hadügyminisztérium felhívására a hadbírói vizsgát kitűnő sikerrel letette.
1848. október 9-én a 17. és 18. zászlóaljak honvéd hadbíró hadnagya lett, december 6-án a 39. sz. magyar gyalogezred hadbíró főhadnagyává nevezték ki, 1849. június 3-tól hadbíró százados, július 9-től pedig ugyanitt századparancsnok lett. Innen az Aulich tábornok parancsnoksága alatt állott második hadtest táborkarához törzshadbírói minőségben igazságügyi főnökké léptették elő. Ezután, saját kívánságára, századosi rangban a Don-Miguel sorezred 1. zászlóaljához helyezték át, majd az 1849. augusztus 3-ai komáromi kirohanáskor a csatatéren, ahol három sebet kapott, szeptember 28-án őrnaggyá lépett elő, s Klapka György a 14. honvédzászlóalj parancsnokává nevezte ki.
A komáromi kapituláció után Angol-, Francia-, Németországban és Hollandiában tartózkodott és a jogi tanulmányoknak élt; visszatérte után pedig, 1850-től mint ügyvéd működött. Mint kitűnő jogász csakhamar több uradalomnak lett jogügyi igazgatója, pénzintézeteknek és társulatoknak jogtanácsosa és több hazai vállalat igazgatóválasztmányának tagja. Pest városa képviselőtestülete tagjává és az ő kezdeményezésére alakult első ügyvédegyesület egyhangúlag alelnökévé választotta. 1869. május 10-én az igazságügyminiszter a magyar királyi ítélőtáblához bíróvá nevezte ki és e hivatalán kívül mint a pestkerületi esküdtszéki sajtóbíróság teendőivel megbízott táblai küldöttség elnöke működött. 1869 nyarán hosszabb utazást tett, különösen a börtönügyet tanulmányozva, több időt töltött Münchenben és Párizst is meglátogatta.
1871-ben a pesti királyi törvényszék elnökévé nevezték ki. Mint miniszteri biztos ő szervezte a budapesti királyi törvényszéket, melynek 1872. január 1-től 1875. október 20-ig elnöke volt. E minőségében különös érdemeket szerzett a budapesti ügyvédi kamara, a közjegyzői kamara szervezése és a főváros pesti részének telekkönyvi átalakítása körül. 1875-ben a budapesti királyi ítélőtábla egyik tanácselnökévé nevezték ki. Munkásságának jutalmául kapta 1876. február 2-án a Lipót-rend lovagkeresztjét. 1886 végén a budapesti királyi tábla alelnökévé nevezték ki és 1887. január 3-tól a büntető szakosztályt vezette. Jelentékeny részt vett a magyar büntető törvénykönyv javaslata feletti bizottsági tárgyalásokon. A sajtótörvény revíziója iránt javaslatot dolgozott ki. 1884-ben elnöke volt a szerzői jogról szóló törvényjavaslat feletti tanácskozásnak és ezt 27 ülésben vezette. A budapesti evangélikus magyar egyháznak több mint másfél évtizeden keresztül világi felügyelője volt. Választmányi tagja volt a magyar jogászegyesületnek, alelnöke az országos jogászgyűlés állandó bizottságának, bizottsági tagja a székesfőváros és Pest vármegye törvényhatósági képviselő-testületének. 1901. március 21-én nyugalomba vonult. Felesége Lits Alojzia volt.
Irodalmi munkásságáról a szaklapok és magyar jogászgyűlés évkönyvei tesznek tanúságot.
Cikkei a Jogtudományi Hetilapban (1866. Adalék a vámok történetéhez, A jelzálogra vezetett kielégítési végrehajtás eseteiről); a Jogtudományi Közlönyben (1876. Büntetőtörvénykezésünk multja); a Nemzetben (1888. 97. szám. Levele Trefort miniszterhez: Esterházy gróf emlékezete).